# Xiangcheng (Xiangyang)
Xiangcheng (en chino, 襄城; pinyin, Xiāngchéng) es un distrito urbano bajo la administración directa de la Prefectura Xiangyang  en la Provincia de Hubei, República Popular China.  Su área es de 642 km² y su población total para 2010 superó los 470 mil habitantes. 

## Administración
Desde junio  de 2023, el  Distrito Xiangcheng   se divide en 9 pueblos que se administran en 6 subdistritos,   2 poblados y 1 villa.

## Toponimia
El topónimo Xiancheng significa 'La ciudad de Xiang'. En el año 540 aC, esta región formaba parte del Estado Chu. El rey Ling de Chu construyó una nueva ciudad al noroeste de Fancheng, y como aquí vivió el rey Xiang, se le llamó "Xiangcheng".